# دورة الألعاب السعودية
دورة الألعاب السعودية هي بطولة رياضية محلية أعلنت المملكة العربية السعودية عن إقامتها للمرة الأولى في تاريخها في مدينة الرياض بمشاركة أكثر من 200 نادٍ يتنافسون في 45 رياضة فردية وجماعية تشتمل على خمس رياضات خصصت للرياضات البارالمبية، وستقام الدورة الأولى في الفترة ما بين 27 أكتوبر حتى 7 نوفمبر 2022.

## خلفية
تعد دورة الألعاب السعودية 2022 هي النسخة الأولى من البطولة، كان من المقرر إقامتها في 2020 إلا أنها تأجلت إلى 2022 بسبب جائحة فيروس كورونا «كوفيد-19»، وهي أول حدث رياضي من نوعه في تاريخ المملكة العربية السعودية، حيث تقررت إقامتها في الفترة من 27 أكتوبر حتى 7 نوفمبر 2022، ويشارك فيها أكثر من 200 نادٍ يتنافسون في 45 رياضة فردية وجماعية تشتمل على خمس رياضات خصصت للرياضات البارالمبية.

## الرياضات
تقرر اعتماد 45 رياضة، هي: السهام، ألعاب القوى، الريشة الطائرة، كرة السلة 5×5، كرة السلة 3×3، كرة الطائرة الشاطئية، البلياردو، البولينج، الملاكمة، الهجن، الشطرنج، الدراجات (سباق الطرق)، الفروسية (تحمل-قفز)، الألعاب الإلكترونية، المبارزة، وكرة القدم للصالات، الجولف، الجمباز، كرة اليد، التجديف (صالات)، الجودو، الجوجيتسو، الكاراتيه، الكيك بوكسينج (الملاكمة والركل)، الملاكمة التايلندية، الرماية، التسلق الرياضي، التزلج اللوحي، الاسكواش، السباحة، كرة الطاولة، التايكوندو، التنس، السباق الثلاثي، الكرة الطائرة، كرة الماء، رفع الأثقال، المصارعة، البادل، الكارتنج، السامبو، الآيكيدو، الووشو، البلوت.
سينطلق التسجيل لتجارب الأداء في 31 يوليو ويستمر حتى 7 أغسطس، وتنطلق التجارب في الفترة من 15 أغسطس وحتى 10 سبتمبر في 22 رياضة مختلفة.

## الجوائز
يبلغ مجموع جوائز الدورة 60 مليون ريال سعودي توزع على أصحاب المراكز الثلاثة الأولى لكل الألعاب، وتنقسم إلى ثلاث فئات:
- الحائزون على الميدالية الذهبية الأولمبية: مليون ريال لكل فائز.

- الحائزون على الميدالية الفضية: 300 ألف ريال لكل فائز.

- الحائزون على الميدالية البرونزية: 100 ألف ريال لكل فائز.[5]

## دورة الألعاب السعودية الثانية[6]
انطلقت دورة الألعاب السعودية بنسختها الثانية في25 نوفمبر 2023 بمدينة الرياض، والتي تستمر حتى 10 ديسمبر المقبل، وتشهد منافسات بين اللاعبين الكبار والشباب والبارالمبيين.
يتجاوز عدد المشاركين في الدورة 8 آلاف رياضي، يتنافسون في 53 لعبة فردية وجماعية تتضمن 6 ألعاب خُصصت للرياضات البارالمبية، و4 رياضات استعراضية.
اللجنة المنظمة لدورة الألعاب السعودية 2023، أطلقت فئة جديدة في الدورة للشباب تحت 18 عاماً، وذلك في 12 لعبة رياضية ضمن منافسات الدورة.